# 克里斯·弗里德芬松
克里斯·弗里德芬松（1898年6月14日—1938年11月10日），加拿大男子冰球运动员。他曾代表加拿大参加1920年夏季奥林匹克运动会冰球比赛，获得一枚金牌。他在退役后成为教练。